# 泰北一新中學
泰北一新中學，是位於距離泰國清邁省差巴干縣(อำเภอไชยปราการ)128公里處熱水塘新村的一所中學。過去因泰北孤軍經兩次撤台後，部分中國救國軍第三、五兩軍部隊仍留置於泰緬邊境，經部隊長商得泰國政府同意，將部隊眷屬移住泰北邊區。原駐清萊以東的第三軍，移駐清邁府芳縣唐窩（現改為清邁省差巴干縣）的一大片土地。軍民合力斬荊劈棘成立光武新村（現改名為熱水塘新村），移入部份軍眷，後隨即成立一所華文學校。過去名為光武中興學校，今稱為「一新中學」。

## 建校
民國55年（1966年）8月，文興洲校長奉軍命掌理校政，增建校舍。民國53年（1964年）創建一棟六間樓房。民國55年（1966年）完成之校舍-大禮堂。民國65年（1976年）光武新村更名為熱水塘新村。民國70年（1981年）台灣救總捐建校舍。

## 校友會
2012年（民國101年）春節，一新中學即將滿50歲生日之時，由熱心校友發起成立一新中學校友會，立即獲得熱情之回應，於1月25日在母校大禮堂舉行餐會正式成立「一新中學校友會」。

## 官網
https://go.yixinschool.net （页面存档备份，存于）